# ラグナー・ヌルクセ
ラグナー・ヌルクセ（Ragnar Nurkse、1907年10月5日－1959年5月6日）は、ロシア帝国（のち独立）のエストニアで生まれた経済学者。母国のタルー大学で学んだあと、イギリスのエジンバラ大学、ウィーン大学で学ぶ。1934年から1945年まで国際連盟で働き、戦後はアメリカでコロンビア大学教授、プリンストン大学教授を務めた。専門は、国際貿易論、国際資本論、国際通貨論、開発経済学である。

## 略歴
- 1907年　ロシア帝国のエストニアのKeru villageに生まれる。
- ロシア語の初等学校に行く。
- 1928年　中等学校は名声のあるドイツ語のThe Cathedral School of Tallinnを卒業する。
- 1926年～1928年　The Law Schoolに通う。
- 1928年　エディンバラ大学経済学部に進む。
- 1932年　エディンバラ大学経済学部においてSir Frederick Ogilvie教授のもと第1級で卒業する。
- 1932年～1934年　カーネギー・フェローシップを得てウィーン大学で学ぶ（ハイエク、マハループ、ミーゼス、ハーバラー等、オーストリア学派の人々と親交）。
- 1933年　処女論文を書く。
- 1934年　最初の著書『国際資本移動論』を発表する。
- 1934年～1945年　国際連盟の金融部門および経済情報サービスで働く。
- 1945年～1946年　ニューヨークのコロンビア大学で非常勤講師で教え始める。
- 1946年～1947年　ニュージャージー州プリンストンでThe Institute for Advanced Studyのメンバーとなる。
- 1947年　コロンビア大学の准教授となる。
- 1949年　コロンビア大学教授となる。
- 1954年～1955年　オクスフォード大学ナフィールド・カレッジにサバティカルで訪問する。
- 1958年　プリンストン大学で経済学部および国際金融管理者の教授となる。
- 1958年～1959年　ウィーン大学で研究と講義を行う。
- 1959年5月　ジュネーブ湖の近くで死亡（51歳）。

## 業績
- 国際資本移動や国際通貨などの問題を研究した。なかでも、『国際資本移動論』は代表的著書であるといえる。また、『国際通貨』は両大戦間期の外国為替や国際金融の問題を理論的・実証的に分析している。
- 戦後は、発展途上国の開発経済学の問題にも対象を広げた。そして、発展途上国の経済発展が困難なのは一次産品の輸出の伸びが低いことや貧困の悪循環があることを問題としている。

## 家族
- エストニア人の父親は、成功して木材伐り出しから土地管理者に仕事を変えた。母親はスウェーデン系エストニア人である。
- 両親は1928年にカナダへ移住した。
- ラグナー・ヌルクセは、1946年、ニュージャージー州イングルウッドのHarriet Bergerと結婚した。2人の息子を持っているが、そのうち1人は詩人のDennis Nurkseである。

## 著書

### 日本語訳
- 『国際資本移動論』、増井光蔵・傍島省三訳、日本評論社、1938年
- 『国際通貨――20世紀の理論と現実』、小島清・村野孝訳、東洋経済新報社、1953年
- 『後進諸国の資本経済』（現代経済学選書）、土屋六郎訳、巌松堂書店、1955年（改訳版1977年）
- 『外国貿易と経済発展』、大畑弥七訳、ダイヤモンド社、1960年
- 『世界経済の均衡と成長』、G・ハーバラー編、河村鎰男訳、ダイヤモンド社、1967年

### 原書
- "The Schematic Representation of the Structure of Production", 1934, RES
- Conditions of International Monetary Equilibrium, 1945.
- Problems of Capital-Formation in Underdeveloped Countries, 1953.
- Patterns of Trade and Development, 1959.
- Equilibrium and Growth in the World Economy, 1961.